# Ілія Кушев
Ілія Кушев (нар. 13 грудня 1980) — колишній болгарський тенісист.
Найвищу одиночну позицію світового рейтингу — 285 місце досяг 16 серпня 2004, парну — 234 місце — 17 січня 2011 року.
Здобув 1 парний титул.
Завершив кар'єру 2008 року.

## Рейтинг на кінець року
| Рік              | 2000 | 2001 | 2002 | 2003 | 2004 | 2005 | 2006 | 2007 | 2008 |
| Одиночний розряд | -    | 706  | 696  | 392  | 401  | 451  | 520  | 710  | -    |
| Парний розряд    | 1009 | 697  | 610  | 365  | 391  | 454  | 728  | 923  | 1351 |

## Фінали челленджерів і ф'ючерсів

### Одиночний розряд: 9 (1–8)
| Легенда (одиночний розряд) |
| -------------------------- |
| Тур ATP Челленджер (0–0)   |
| ITF Ф'ючерс (1–8)          |

| Титули за покриттям |
| ------------------- |
| Тверде (0–1)        |
| Ґрунт (1–7)         |
| Трава (0–0)         |
| Килим (0–0)         |

| Результат | В-П | Дата     | Турнір                             | Рівень  | Покриття | Суперник                | Рахунок                 |
| --------- | --- | -------- | ---------------------------------- | ------- | -------- | ----------------------- | ----------------------- |
| Перемога  | 1–0 | Чер 2001 | Республіка Македонія F1, Скоп'є    | Ф'ючерс | Ґрунт    | Артемон Апосту-Ефремов  | 6–3, 7–6(9–7)           |
| Поразка   | 1–1 | Жов 2003 | Греція F4, Салоніки                | Ф'ючерс | Ґрунт    | Константінос Ікономідіс | 6–2, 4–6, 1–6           |
| Поразка   | 1–2 | Чер 2004 | Сербія та Чорногорія F3, Белград   | Ф'ючерс | Ґрунт    | Франтішек Поляк         | 4–6, 3–6                |
| Поразка   | 1–3 | Гру 2004 | Катар F3, Доха                     | Ф'ючерс | Тверде   | Збинек Млинарік         | 6–4, 1–6, 3–6           |
| Поразка   | 1–4 | Чер 2005 | Сербія та Чорногорія F1, Белград   | Ф'ючерс | Ґрунт    | Ілія Бозоляц            | 4–6, 6–4, 0–6           |
| Поразка   | 1–5 | Чер 2006 | Республіка Македонія F2, Скоп'є    | Ф'ючерс | Ґрунт    | Івайло Трайков          | 6–7(4–7), 7–6(7–3), 5–7 |
| Поразка   | 1–6 | Лип 2006 | Сербія та Чорногорія F2, Белград   | Ф'ючерс | Ґрунт    | Предраг Русевський      | 4–6, 1–6                |
| Поразка   | 1–7 | Сер 2006 | Сербія та Чорногорія F4, Новий Сад | Ф'ючерс | Ґрунт    | Деян Катич              | 0–6, 3–6                |
| Поразка   | 1–8 | Тра 2007 | Болгарія F1, Софія                 | Ф'ючерс | Ґрунт    | Максім Отом             | 4–6, 5–7                |

### Парний розряд: 13 (5–8)
| Легенда (парний розряд)  |
| ------------------------ |
| Тур ATP Челленджер (1–2) |
| ITF Ф'ючерс (4–6)        |

| Титули за покриттям |
| ------------------- |
| Тверде (0–2)        |
| Ґрунт (5–5)         |
| Трава (0–0)         |
| Килим (0–1)         |

| Результат | В-П | Дата     | Турнір                           | Рівень     | Покриття  | Партнер         | Суперники                               | Рахунок                  |
| --------- | --- | -------- | -------------------------------- | ---------- | --------- | --------------- | --------------------------------------- | ------------------------ |
| Поразка   | 0–1 | Вер 2002 | Софія, Болгарія                  | Челленджер | Ґрунт     | Лубен Пампулов  | Крістофер Кас Олівер Марах              | 6–7(4–7), 7–6(9–7), 2–6  |
| Перемога  | 1–1 | Вер 2003 | Софія, Болгарія                  | Челленджер | Ґрунт     | Лубен Пампулов  | Тодор Енев Димо Толев                   | 6–3, 6–1                 |
| Поразка   | 1–2 | Жов 2003 | Кіпр F1, Нікосія                 | Ф'ючерс    | Ґрунт     | Йордан Канев    | Елефтеріос Алексіу Александрос Якуповіч | 3–6, 3–6                 |
| Перемога  | 2–2 | Чер 2004 | Сербія та Чорногорія F3, Белград | Ф'ючерс    | Ґрунт     | Йордан Канев    | Никола Чирич Ґоран Тошич                | 6–7(8–10), 7–6(7–4), 6–0 |
| Поразка   | 2–3 | Гру 2004 | Катар F4, Доха                   | Ф'ючерс    | Тверде    | Йордан Канев    | Артем Сітак Дмитро Сітак                | 6–7(5–7), 0–6            |
| Поразка   | 2–4 | Гру 2004 | Катар F5, Доха                   | Ф'ючерс    | Тверде    | Йордан Канев    | Артем Сітак Дмитро Сітак                | w/o                      |
| Поразка   | 2–5 | Сер 2005 | Тімішоара, Румунія               | Челленджер | Ґрунт     | Радослав Лукаєв | Йонуц Молдован Габр'єл Морару           | 2–6, 0–6                 |
| Поразка   | 2–6 | Січ 2006 | Австрія F2, Берггайм             | Ф'ючерс    | Килим (i) | Тодор Енев      | Вернер Ешауер Флорін Мерджа             | 2–6, 3–6                 |
| Перемога  | 3–6 | Сер 2006 | Болгарія F1, Пловдив             | Ф'ючерс    | Ґрунт     | Йордан Канев    | Роберт Ґустафссон Джим Мей              | 7–6(7–3), 7–6(7–3)       |
| Перемога  | 4–6 | Вер 2006 | Болгарія F3, Софія               | Ф'ючерс    | Ґрунт     | Йордан Канев    | Тодор Енев Тихомир Грозданов            | 7–6(7–4), 6–4            |
| Поразка   | 4–7 | Чер 2007 | Болгарія F4, Софія               | Ф'ючерс    | Ґрунт     | Васко Младенов  | Давид Савич Милян Зекич                 | 4–6, 3–6                 |
| Перемога  | 5–7 | Чер 2007 | Республіка Македонія F1, Скоп'є  | Ф'ючерс    | Ґрунт     | Йордан Канев    | Даніель Данилович Лазар Магдинчев       | 1–6, 7–6(8–6), 6–4       |
| Поразка   | 5–8 | Чер 2008 | Болгарія F4, Софія               | Ф'ючерс    | Ґрунт     | Тодор Енев      | Тихомир Грозданов Симеон Іванов         | 3–6, 6–4, [4–10]         |

## Кубок Девіса
2003 року Ілія Кушев дебютував за збірну Болгарії в Кубку Девіса. Він виграв 3 і програв 5 матчів в одиночному розряді, виграв 4 і програв 4 - у парному (загалом 7–9).

### Одиночний розряд (3–5)
| Розіграш                         | Раунд | Дата           | Покриття  | Суперник           | W/L | Результат          |
| -------------------------------- | ----- | -------------- | --------- | ------------------ | --- | ------------------ |
| Група II зони Європа/Африка 2003 | ЧФ    | 11 липня 2003  | Ґрунт     | Янко Типсаревич    | L   | 3–6, 6–1, 2–6, 3–6 |
| Група II зони Європа/Африка 2004 | R1    | 11 квітня 2004 | Килим (I) | Амр Гонейм         | W   | 6–2, 6–2           |
| Група II зони Європа/Африка 2004 | ЧФ    | 18 липня 2004  | Ґрунт     | Філіппо Воландрі   | L   | 2–6, 0–6           |
| Група II зони Європа/Африка 2005 | ЧФ    | 17 липня 2005  | Ґрунт     | Яркко Ніємінен     | L   | 3–6, 5–7, 2–6      |
| Група II зони Європа/Африка 2006 | R1    | 7 квітня 2006  | Ґрунт     | Фотос Калліас      | W   | 6–3, 6–2, 7–5      |
| Група II зони Європа/Африка 2006 | R1    | 9 квітня 2006  | Ґрунт     | Маркос Багдатіс    | L   | 3–6, 2–6, 2–6      |
| Група II зони Європа/Африка 2006 | ЧФ    | 21 липня 2006  | Ґрунт     | Корнель Бардоцький | L   | 5–7, 3–6, 0–6      |
| Група II зони Європа/Африка 2006 | ЧФ    | 23 липня 2006  | Ґрунт     | Шебе Кіш           | W   | 7–5, 1–6, 6–2      |

### Парний розряд (4–4)
| Розіграш                         | Раунд | Дата            | Партнер           | Покриття   | Суперники                        | W/L | Результат                    |
| -------------------------------- | ----- | --------------- | ----------------- | ---------- | -------------------------------- | --- | ---------------------------- |
| Група II зони Європа/Африка 2004 | ЧФ    | 17 липня 2004   | Йордан Канев      | Ґрунт      | Массімо Бертоліні Андреас Сеппі  | L   | 4–6, 0–6, 1–6                |
| Група II зони Європа/Африка 2005 | R1    | 5 березня 2005  | Йордан Канев      | Килим (I)  | Ладо Чихладзе Іраклі Ушангішвілі | W   | 6–4, 3–6, 6–4, 6–4           |
| Група II зони Європа/Африка 2005 | ЧФ    | 16 липня 2005   | Радослав Лукаєв   | Ґрунт      | Яркко Ніємінен Лаурі Кійскі      | W   | 7–5, 6–3, 6–7(5–7), 6–3      |
| Група II зони Європа/Африка 2005 | ПФ    | 24 вересня 2005 | Радослав Лукаєв   | Тверде     | Михайло Філіма Орест Терещук     | L   | 4–6, 2–6, 6–7(3–7)           |
| Група II зони Європа/Африка 2006 | R1    | 8 квітня 2006   | Івайло Трайков    | Ґрунт      | Маркос Багдатіс Фотос Калліас    | W   | 4–6, 6–3, 2–6, 7–6(7–1), 6–0 |
| Група II зони Європа/Африка 2007 | R1    | 7 квітня 2007   | Івайло Трайков    | Килим (I)  | Ернестс Гулбіс Денісс Павловс    | L   | 5–7, 4–6, 2–6                |
| Група II зони Європа/Африка 2007 | RPO   | 21 липня 2007   | Тодор Енев        | Ґрунт      | Маркос Багдатіс Фотос Калліас    | L   | 2–6, 3–6, 3–6                |
| Група II зони Європа/Африка 2015 | R1    | 7 березня 2015  | Тихомир Грозданов | Тверде (I) | Мартіньш Поджус Яніс Поджус      | W   | 3–6, 2–6, 6–4, 7–5, 6–1      |

- RPO = Плей-оф на вибування